# Coppa Bernocchi 2008
La Coppa Bernocchi 2008, novantesima edizione della corsa e valida come evento dell'UCI Europe Tour 2008 categoria 1.1, si svolse il 21 agosto 2008 su un percorso di 193 km. Fu vinta dal britannico Steve Cummings che terminò la gara in 4h38'20", alla media di 41,605 km/h.
Partenza con 171 ciclisti, dei quali 21 portarono a termine il percorso.

## Ordine d'arrivo (Top 10)
| Pos. | Corridore         | Squadra        | Tempo    |
| ---- | ----------------- | -------------- | -------- |
| 1    | Steve Cummings    | Barloworld     | 4h38'20" |
| 2    | Luca Celli        | LPR            | s.t.     |
| 3    | Vladislav Borisov | Acqua & Sapone | s.t.     |
| 4    | Alessandro Ballan | Lampre         | s.t.     |
| 5    | Thomas Löfkvist   | Columbia       | s.t.     |
| 6    | Murilo Fischer    | Liquigas       | s.t.     |
| 7    | Donato Cannone    | NGC Medical    | s.t.     |
| 8    | Stefano Garzelli  | Acqua & Sapone | a 2'23"  |
| 9    | Danilo Di Luca    | LPR            | a 2'23"  |
| 10   | Fabio Sacchi      | Preti Mangimi  | a 2'23"  |